# Da Vinci's Demons
Da Vinci's Demons é uma série de televisão norte-americana do gênero drama sobre a vida de Leonardo da Vinci durante sua juventude. A série é escrita e dirigida por David S. Goyer e produzida pela Starz. A série estreou nos Estados Unidos no canal Starz em 12 de abril de 2013, sua segunda temporada em 22 de março de 2014, e sua terceira e última temporada em 24 de Outubro de 2015.
No Brasil, estreou em 16 de abril no canal Fox Brasil.

## Sinopse
Descrita como uma fantasia histórica, a série explora a história não contada de Da Vinci "inventando" o Futuro, na série, com 25 anos. Preso num mundo onde o pensamento e a fé estão controlados pela opressiva Igreja Católica, é retratado como um homem que luta para libertar o conhecimento.
A história secreta da vida fascinante de Leonardo Da Vinci revela um jovem torturado pelo dom da genialidade sobre-humana: um herege que quer expor as inúmeras mentiras do catolicismo, um rebelde que procura subverter uma sociedade elitista e um filho bastardo que anseia que seu pai o reconheça como legítimo.
Leonardo encontra-se no olho de um furacão que formado há séculos: um conflito entre a verdade e a mentira, a religião e a razão, o passado e o futuro. As suas aspirações são usadas contra ele pelas forças opositoras "da época", que o atiçam para um jogo de sedução no qual os que mais depreciam o seu intelecto são os que mais necessitam dele.
Assim, Leonardo deverá lutar contra inimigos que querem usar o poder da história para ocultar a verdade. Como um herói cuja única arma é a sua genialidade, ele deverá lutar sozinho contra a obscuridade que está no seu interior e ao seu redor.
Enfrentando um futuro incerto, sua busca de conhecimento quase termina sendo sua perdição pois brinca com os limites da sua própria saúde mental. Da Vinci, então, submerge na sua genialidade e emerge como uma força imbatível que tira da obscuridade toda uma era e a impulsiona para a luz.

## Elenco
- Tom Riley como Leonardo Da Vinci[3][4]
- Laura Haddock como Lucrezia Donati[3][5]
- Elliot Cowan como Lourenço de Médici[3]
- Lara Pulver como Clarice Orsini, mulher de Lourenço de Médici[3][6]
- Tom Bateman como Giulino Medici[3][7]
- Alexander Siddig como Al-Rahim[3][8]
- Eros Vlahos como Nicolau "Nico" Maquiavel
- Ian Pirie como Capitão Dragonetti
- Hera Hilmar como Vanessa[3]
- Blake Ritson como Lorde Girolamo Riario[3][9]
- Gregg Chillin como Zoroastro
- David Schofield como Piero Da Vinci
- James Faulkner como Papa Sisto IV
- Allan Corduner como Verrocchio
- Elliot Levey como Francesco Pazzi
- Nick Dunning como Lupo Mercuri
- Michael Elwyn como Gentile Becchi